# Habrotrocha baradlana
Habrotrocha baradlana är en hjuldjursart som beskrevs av Zoltan Varga 1963. Habrotrocha baradlana ingår i släktet Habrotrocha och familjen Habrotrochidae. Inga underarter finns listade i Catalogue of Life.